# 容錦昌
容錦昌（英語：Peter Yung Kam-Cheong，1967年1月—），香港前亞洲電視及無綫電視藝人，目前已退出娛樂圈。

## 背景

### 演藝生涯
容錦昌早年於中西區生活，曾就讀昔日位於西營盤第三街的香港利瑪竇書院,小學期間轉讀利瑪竇分校灣仔,船街一個學期。其父容燦坤在香港島西環以經營麻油厂「順昌隆」生意聞名，據稱身家逾億。故容錦昌曾在圈中被稱為“麻油王子”。容錦昌于1988年參加亞洲太平洋歌唱比賽。後於1990年通過亞洲電視舉辦的歌唱大賽進入演藝圈。他在1994年憑藉在香港電影《飛虎雄心》中的出色發揮而榮獲1995年第14屆香港電影金像獎“最佳新演員”的提名。因其形象健康及身材健美，容曾是1990年代亞洲電視的希望之星，在劇集中大多飾演正直、老實角色。亦曾主持《今日睇真D》、兒童節目《飛虎隊》等節目。直至1996年，他轉投無綫電視。但於1990年代末前後，他逐漸淪為配角。
在2000年，香港娛樂圈流傳無綫藝人“Y君”（化名）患有愛滋病的消息。容錦昌成了點嫌疑人。自此，他被負面新聞纏身，出現精神崩潰症狀。2000年8月，容錦昌於其父經營的麻油廠中，與胞兄容錦龍發生衝突後，用傘將胞兄劫持。隨後警方用胡椒噴霧將其制服。他因打傷兩名警察被警方拘捕。結果法庭裁定他拒捕及襲警罪名成立，被判守行為兩年。此外，媒體亦曾報道容錦昌因服用藥物過量，在家中突然暈倒，需要被迫被送入醫院接受治療。
至2000年末，容錦昌不堪醜聞困擾，主動向無綫提出解約要求，退出娛樂圈。

### 退出娛樂圈後
自2000年退出娛樂圈後，容錦昌一直處于無業狀態，個人生活倍受醜聞困擾。2002年，容錦昌涉嫌在公廁內偷窺一男記者被捕，但因證據不足而無罪釋放。其后，容錦昌多次被媒體披露，其經常流連于公廁、健身室等公共場所，疑似尋覓同性戀夥伴。及後，容錦昌於2004年在長洲一家酒店意圖燒炭自殺，幸被及時發現。

## 參演作品

### 電影
- 重案實錄之紙醉金迷（1994年）
- 飛虎雄心（1994年） 飾 何志偉
- 飛虎雄師之極道戰士（1994年） 飾 獵人 / 阿昌
- 公僕II（1995年） 飾 劉子昌
- 玻璃鎗的愛（1995年） 飾 輝 Sir
- 霹靂火（1995年）
- 高度戒備（1996年）
- 危險任務（1996年）
- 叛逆臥底（1996年）
- 殺手再培訓（1998年）
- 最毒婦人心（1999年） 飾 Roy
- 黑獄斷腸歌2之無期徒刑（2000年） 飾 王志成
- 人間蒸發

### 電視劇（亞洲電視）
- 藍月亮 （1990）飾 李彥明（Henry/低B）
- 天蠶變之再與天比高（1993） 飾 朱宏照
- 洪熙官（1994）飾 胡惠乾
- 城中姐妹花2之子夜情人（1994）
- 可憐天下父母心（1994）
- 美夢成真（1995） 飾 鄭細強
- 新包青天之公正廉明（1995） 飾 葉玉書
- 僵屍道長（1995）飾 阿帆
- 誰是兇手（未播出）（1996）飾 郭子偉

### 電視劇（無綫電視）
- 男人四十打功夫（1997）飾　高威庭
- 廉政行動1998（1998）飾　陆景行
- 妙手仁心（1998）飾　周天朗
- 林世榮（1998）飾　石細鳳
- 雪山飛狐 （1999）飾 商寶震
- 滅罪先鋒（電視電影）（1999年）飾 阿武
- 金玉滿堂（1999）飾　戴東貴
- 雷霆第一關（2000）  飾   毕绍基
- 醫神華陀 （2000）  飾   關平
- 勇往直前（2001）飾　劉天成

### 主持節目（亞洲電視）
- 今日睇真D
- 出位放送組
- 500飛虎隊

## 歌曲
- 《心比珍珠更真》（ATV電視劇《碧血青天珍珠旗》插曲）與田蕊妮、寶佩如、呂頌賢合唱（1994年）
- 《美夢成真》（ATV電視劇《美夢成真》主題曲）